# Philippe Taquet
Philippe Taquet (San Quintino, 25 aprile 1940) è un paleontologo francese, direttore del Museo nazionale di storia naturale di Francia dal 1985 al 1990, e presidente dell'Accademia francese delle scienze per il biennio 2012-2013.

## Biografia
Laureato in scienze naturali, ricercatore al CNRS, in seguito ottiene la cattedra di paleontologia presso il Museo nazionale di storia naturale.
All'impegno accademico si accompagna l'attività di ricerca, con la raccolta e lo studio di reperti fossili. Identifica nove specie di dinosauri: nel 1965, nel corso di una campagna di studi paleontologici in Niger rinviene i resti dell'Ouranosaurus nigeriensis, che descriverà nel 1976, e del Nigersaurus taqueti che da lui prese il nome.
In collaborazione con paleontologi marocchini, svizzeri e statunitensi, nel corso di una campagna di scavi nel Maghreb rinviene un notevole giacimento di fossili di sauropodi: i risultati delle ricerche sono descritti nel 2009. 

## Pubblicazioni
- Contribution à l'étude de l'ostéologie des mammifères du Quercy, 1965, p. 268
- Géologie et paléontologie du gisement de Gadoufaoua (Aptien du Niger), Ed. CNRS, 1976, p. 188
- Les Bonnes feuilles du Jardin des plantes, Muséum national d'histoire naturelle, 1991, p. 46
- Le Monde des dinosaures, P.E.M.F., 1994, p. 49
- Dinosaur Impressions: Postcards from a Paleontologist, Cambridge University Press, 1999, p. 258 (consulatabile su google books)
- Georges Cuvier: Naissance d'un génie, Odile Jacob, 2006, p. 539 (consultabile su google books)